# なすじん
なすじん（本名・那須仁、なすひとし。1971年2月9日 - ）は日本の音楽プロデューサー、作曲家、編曲家、マルチプレイヤー、レコーディング・エンジニア。宮崎県宮崎市出身。宮崎大学教育学部附属中学校→宮崎県立宮崎大宮高等学校卒業。

## 来歴・人物
「なすじん」は愛称。宮崎県都城市に生まれ、父親の転勤により宮崎市で育った。8歳の時、不慮の事故により全身火傷を負う。宮崎医科大学（現宮崎大学医学部）、県立宮崎病院らの医師、百数十名を超える献血者などの協力により一命をとりとめ、地元新聞やテレビで大きく報道された。野口英世に憧れ、退院時には医者になりたいとの夢を語っていたが、幼少の頃から習っていた音楽に没頭するようになり、その道は断念。
ヤマハ音楽院在学中より、音楽家としての活動を開始。当時はキーボーディスト・マニピュレーターとしての活動が中心であった。知人であった大島こうすけよりWANDSへの加入の誘いもあったが、こちらへの参加はなかった。1990年半ばより、WebコンテンツのBGM・効果音の制作、携帯コンテンツ楽曲の制作等も手がけ、ディレクター・プロデューサーとして活動。様々なニックネームを使い分けるため、活動内容・クレジットを見つけにくい音楽家である。
白鳥英美子・トワ・エ・モワ、ビリーバンバンなどとの親交が深く、こちらでは本名でコンサートのバックバンドに参加している事が多い。オペラ歌手・タップ/フラメンコダンサーなど、幅広いジャンルのアーティスト等との交流・コラボレーションがある。
ギター・ベースなどの弦楽器を演奏するマルチプレイヤーであり、2004年頃からはBEGIN とヤイリギター が共同開発した「一五一会」の奏者としても活動。BEGINのメンバーより「一五一会の伝道師のような方」と紹介されたことがあり、本人自らも好んで「一五一会伝道師」を肩書きとして使っている。
民族楽器奏者が集まるジャム・バンド「Earth Conscious」ではリーダーを務めており、一五一会を中心に演奏。サンディーのステージでは、タヒチアンバンジョーを弾く姿も見られた。

## 参加作品リスト

### アルバム
- Earthconscious 「EarthConscious」（2006年）
- KOH-TAO 「HEARTLAND」（2007年5月14日）
- Earthconscious 「EARTH JAM」（2009年11月23日）
- SandiiBunbun「飛らら－Hirara」（2010年5月18日）
- サンディー「サンディーズ昭和ハワイアン～Ukulele Dreaming2～」（2011年7月6日）
- 島袋優（BEGIN） with 一五一会オールスターズ
  - 「島袋優（BEGIN） with 一五一会オールスターズ　plays Disney」（2013年8月7日）

### コラボレート・アルバム
- commmons「にほんのうた　第３集」 （2009年3月4日）
- Della 「休日音楽Vol.2～ハートフル・ホリデー/V.A.」（2010年4月30日）
- Della 「休日カフェ/V.A. 」（2011年10月19日）

### 映像作品
- Della 「屋久島 ～ 世界自然遺産<CD + DVD 2枚組>」（2007年9月）
- Della 「屋久島 ～ <CD + Blu-ray 2枚組>」（2013年9月）

### テレビ
- どーもくん （2002年）音楽

### 書籍
- ドレミ楽譜出版　一五一会スコア・マガジン
- 音楽之友社の雑誌「the ミュージックセラピー」

## その他
- JR東海
- 九州芸術工科大学 サウンドロゴ（2001年）
- えれこっちゃ宮崎 （2003年）

## サポート歴
- 白鳥英美子・トワ・エ・モワ、白鳥マイカ、ビリーバンバン、サンディー、土屋広次郎、平和の森（タップダンスグループ）、古本新之輔、姿月あさと、Sweet Simple Little Word

## 舞台
- アクトペラ（脚本・演出：亜希川智　出演　役者：河崎新弥、川守田マサモリ、川上なつ美　歌手：土屋広次郎　木柳祥子　踊り：平富恵）